# Asindulum montanum
Asindulum montanum är en tvåvingeart som beskrevs av Roder 1887. Asindulum montanum ingår i släktet Asindulum och familjen platthornsmyggor. Inga underarter finns listade i Catalogue of Life.